# Epibellowia
Epibellowia is een geslacht van spinnen uit de familie hangmatspinnen (Linyphiidae).

## Soorten
De volgende soorten zijn bij het geslacht ingedeeld:
- Epibellowia enormita (Tanasevitch, 1988)
- Epibellowia pacifica (Eskov & Marusik, 1992)
- Epibellowia septentrionalis (Oi, 1960)